# Pseudochirulus forbesi
Pseudochirulus forbesi é uma espécie de marsupial da família Pseudocheiridae. Endêmica da ilha de Nova Guiné.